# Zyôdo Daira
Koordinaten: 67° 58′ S, 44° 5′ O
Zyôdo Daira (von japanisch 浄土平 ‚Paradies-Fläche‘) ist eine kreisrunde Terrasse an der Kronprinz-Olav-Küste im ostantarktischen Königin-Maud-Land. Sie liegt im Gebiet des Kap Ryūgū. Auf ihr befindet sich der Zyôdo Ike.
Japanische Wissenschaftler kartierten sie anhand von 1962 erstellten Luftaufnahmen und von 1978 bis 1979 durchgeführten Vermessungen. Die Benennung erfolgte 1979.